# Epioblasma
Epioblasma је род слатководних шкољки из породице Unionidae, речне шкољке. Већина врста у овом роду су изумрле, а и цеолом роду прети истребљење. Раније овај род је био пзнат као Dysnomia.

## Врсте

### Данашња класификација. Иста је дата и горњем шаблону
Врсте у оквиру рода Epioblasma:
- Epioblasma ahlstedti Jones & Neves, 2010
- Epioblasma arcaeformis (Lea, 1831) – sugarspoon
- Epioblasma biemarginata (Lea, 1857) – angled riffleshell
- Epioblasma brevidens (Lea, 1831) – Cumberlandian combshell
- Epioblasma capsaeformis (Lea, 1834) – oyster mussel
- Epioblasma cincinnatiensis (Lea, 1840)
- Epioblasma flexuosa (Rafinesque, 1820) – leafshell
- Epioblasma florentina (Lea, 1857) – yellow blossom
- Epioblasma haysiana (Lea, 1834) – acornshell
- Epioblasma lenior (Lea, 1842) – narrow catspaw
- Epioblasma lewisii (Walker, 1910) – forkshell
- Epioblasma metastriata (Conrad, 1838) – upland combshell
- Epioblasma obliquata (Rafinesque, 1820) – purple cat's paw pearly mussel, catspaw
- Epioblasma othcaloogensis (Lea, 1857) – southern acornshell
- Epioblasma penita (Conrad, 1834) – penitent mussel, southern combshell
- Epioblasma personata (Say, 1829) – round combshell
- Epioblasma propinqua (Lea, 1857) – Tennessee riffleshell
- Epioblasma rangiana (Lea, 1838) – northern riffleshell
- Epioblasma sampsonii (Lea, 1862) – Wabash riffleshell
- Epioblasma stewardsonii (Lea, 1852) – Cumberland leafshell
- Epioblasma torulosa (Rafinesque, 1820) – tubercled blossom
- Epioblasma triquetra (Rafinesque, 1820) – snuffbox
- Epioblasma turgidula (Lea, 1858) – turgid blossom, turgid blossom pearly mussel

### Класификација по подродовима
Симбол "†" дат поред врсте означава врсту која је изумрла.
- Подрод †Epioblasma
  - †Epioblasma flexuosa - Leafshell
  - †Epioblasma lewisii - Forkshell
  - †Epioblasma stewardsonii - Cumberland leafshell
- Подрод Pilea
  - †Epioblasma haysiana - Acornshell
  - Epioblasma obliquata
    - Epioblasma obliquata obliquata - Purple catspaw
    - Epioblasma obliquata perobliqua - White catspaw

  - †Epioblasma personata - Round combshell
- Подрод Plagiola
  - †Epioblasma arcaeformis - Sugarspoon
  - Epioblasma brevidens - Cumberlandian combshell
  - †Epioblasma lenior - Narrow catspaw
  - Epioblasma metastriata - Upland combshell
  - Epioblasma othcaloogensis - Southern acornshell
  - Epioblasma penita - Southern combshell
- Подрод Torulosa
  - Epioblasma ahlstedti - Duck River oyster mussel
  - †Epioblasma biemarginata - Angled riffleshell
  - Epioblasma capsaeformis - Oyster mussel
  - †Epioblasma cincinnatiensis - Cincinnati Riffleshell
  - Epioblasma florentina
    - Epioblasma florentina aureola - Golden riffleshell
    - Epioblasma florentina curtisii - Curtis pearlymussel
    - †Epioblasma florentina florentina - Yellow blossom
    - Epioblasma florentina walkeri - Tan riffleshell

  - †Epioblasma propinqua - Tennessee riffleshell
  - †Epioblasma sampsonii - Wabash riffleshell
  - Epioblasma torulosa
    - †Epioblasma torulosa gubernaculum - Green blossom
    - Epioblasma torulosa rangiana - Northern riffleshell
    - †Epioblasma torulosa torulosa - Tubercled blossom

  - †Epioblasma turgidula - Turgid riffle shell
- Подрод Truncillopsis
  - Epioblasma triquetra - Snuffbox

## Синоними
Синоними овог рода су:
- Dysnomia[3] Agassiz, 1852
- Pilea[4] Simpson, 1900
- Scalenilla[5] Ortmann & Walker, 1922
- Truncillopsis[6] Ortmann & Walker, 1922
- Capsaeformis[7] Frierson, 1927
- Obliquata[8] Frierson, 1927
- Penita[9] Frierson, 1927
- Torulosa[10] Frierson, 1927

## Статус очувања
Цео овај род је угрожен, а до сада 15 врста или подврста је изумрло. Од оних преосталих, сви осим једне су под федералном заштитом у САД. Само Epioblasma triquetra нема федералну заштиту у овом тренутку, али се сматра угроженом врстом у свим земљама где јој је станиште.
Ова група слатководних шкољки примарно је угрожена променом станишта као и друге слатководним шкољке. Бране су изгледа пре свега претња ерозији и загађењу. Неки биолози препознају додатне врсте које тренутно нису на званичном списку признатих врста.

## Галерија
- Epioblasma capsaeformis
- Epioblasma triquetra
- Epioblasma walkeri